# Manny Jacinto
Manuel Luis Jacinto (nacido el 19 de agosto de 1987) es un actor filipino-canadiense. Actualmente vive en Los Ángeles, California, EE. UU. Después de varios papeles pequeños en televisión, el papel con el que dio el salto a la fama fue Jason Mendoza en The Good Place (2016-2020), una serie de comedia de la NBC. Ha interpretado a Waring ‘Wade’ Espíritu en el thriller neo-noir Malos Tiempos en El Royale y ha interpretado a Fritz en el drama de acción Top Gun: Maverick (2022). 

## Biografía
Jacinto nació en Manila, Filipinas. es de ascendencia filipino-china y española. Su familia emigró a Canadá en 1990 cuando tenía unos tres años. Creció en Richmond, Columbia Británica Jugaba al béisbol y al baloncesto e iba a Vancouver College un instituto religioso para chicos.
Se graduó en ingeniería civil en la Universidad de Columbia Británica.

## Carrera
Antes de comenzar su carrera como actor participaba en competiciones de hip hop al mismo tiempo que trabajaba de becario. Se frustró por la falta de actores asiáticos en Vancouver y se trasladó a Los Ángeles.
Después de varios pequeños roles en Érase una vez, Sobrenatural e iZombie consiguió un papel en el drama de espías de Chris Haddock The Romeo Section. Gracias a este papel fue nominado al premio Leo  como «Mejor actor secundario en una serie dramática».
En 2016, Jacinto consiguió el papel de Jianyu Li / Jason Mendoza en la serie de comedia The Good Place de la NBC. Jacinto recibió reconocimiento favorable de la crítica por su actuación como Mendoza, el «bobo adorable» de Jacksonville, Florida, obsesionado con la EDM, que va en contra de los estereotipos de Hollywood sobre como los hombres asiáticos deberían ser.
En 2018, Jacinto apareció en la secuela de Top Gun, Top Gun: Maverick, en la que también salía Tom Cruise.
En septiembre de 2019 se anunció que Jacinto tendrá un papel protagonista en la miniserie de drama de terror Nuevo sabor a cereza. El lanzamiento de esta serie fue el 13 de agosto de 2021. En noviembre de 2021 se anunció que Jacinto le prestaría su voz al personaje de Scott en Hailey’s On It!, una serie de dibujos animados de comedia y aventura que se estrenó en junio de 2023 en Disney Channel.

## Vida personal
En noviembre de 2019 anunció que estaba comprometido con Dianne Doan, una actriz canadiense.

## Filmografía

### Películas
| Año  | Título                                  | Papel                          | Notas                          |
| ---- | --------------------------------------- | ------------------------------ | ------------------------------ |
| 2012 | Broken Sword: Shadow of the Blade       | Kenji                          | Cortometraje                   |
| 2013 | Tele                                    | Tommy                          | Cortometraje                   |
| 2013 | John Apple Jack                         | Chico de la calle              |                                |
| 2013 | #Fix                                    | Adam                           | Cortometraje                   |
| 2015 | Dead Rising: Watchtower                 | Soldado                        |                                |
| 2015 | Lobas en piel de cordero                | Vince                          |                                |
| 2015 | Brittney Grabill: Goodnight             | Dan                            | Cortometraje                   |
| 2016 | Peelers                                 | Travis                         |                                |
| 2017 | Chocolate Cake                          | Tim                            | Cortometraje                   |
| 2018 | Malos tiempos en El Royale              | Waring 'Wade' Espiritu         |                                |
| 2021 | Belle                                   | Shinobu "Shinobu-kun" Hisatake | Animación                      |
| 2022 | Quiero que vuelvas                      | Logan                          |                                |
| 2022 | Top Gun: Maverick                       | Fritz                          | Posproducción                  |
| 2022 | Mortal Kombat Leyendas: Frío y penumbra | Kenshi                         | Protagonista, película animada |
| 2025 | Otro viernes de locos                   | Eric Reyes                     |                                |
| TBA  | The Knife                               | Oficial Padilla                | Posproducción                  |
| TBA  | Balestra                                | Elliot                         | Posproducción                  |

### Televisión
| Year      | Title                                          | Role                                   | Notes                                |
| --------- | ---------------------------------------------- | -------------------------------------- | ------------------------------------ |
| 2013      | Érase una vez                                  | Quon                                   | Episodio: "Selfless, Brave and True" |
| 2013      | Sobrenatural                                   | Diego                                  | Episodio: "Pac-Man Fever"            |
| 2013      | Sala de emergencias: Historias inéditas        | Guardia de seguridad                   | Episodio: "Down for the Count"       |
| 2014      | Los 100                                        | Chico #1 / Chico al que Murphy insulta | 2 episodios                          |
| 2014      | Rogue                                          | Bellhop                                | Episodio: "Oh Sarah"                 |
| 2014      | Mi obsesión por Eva                            | Sexy Guy Dancing                       | Película de televisión               |
| 2014      | Rush                                           | P.A.                                   | Episodio: "Because I Got High"       |
| 2014      | Salvados por la campana: Detrás de las cámaras | Eric                                   | Película de televisión               |
| 2014      | Ángeles de papel                               | Jamie Lang                             | Película de televisión               |
| 2014      | Only Human                                     | Kevin                                  | Película de televisión               |
| 2015      | Bates Motel (serie de televisión)              | Chico solitaro                         | Episodio: "Unbreak-Able"             |
| 2015      | iZombie                                        | Sammy                                  | Episodio: "Liv and Let Clive"        |
| 2015      | Backstrom                                      | Chico tatuado                          | Episodio: "Corkscrewed"              |
| 2015      | Wayward Pines                                  | Asistente de laboratorio               | Episodio: "Choices"                  |
| 2015      | The Romeo Section                              | Wing Lei                               | 10 episodios                         |
| 2016      | Roadies                                        | Corredor                               | Episodio: "Life Is a Carnival"       |
| 2016–2020 | The Good Place                                 | Jianyu Li / Jason Mendoza              | Reparto principal                    |
| 2017      | The Good Doctor                                | Bobby Ato                              | Episodio: "Sacrifice"                |
| 2021      | Trese                                          | Maliksi                                | Animación                            |
| 2021      | Nuevo sabor a cereza                           | Code                                   | Reparto principal; 8 episodios       |
| 2021      | Nueve perfectos desconocidos                   | Yao                                    | Reparto principal                    |
| 2023      | Hailey's On It!                                | Scott                                  | Voz                                  |
| 2024      | The Acolyte                                    | Qimir                                  | Reparto principal                    |
| TBA       | Magical Girl Friendship Squad                  | Chico del café                         | 2 episodios                          |

## Premios y nominaciones
| Año  | Asociación        | Categoría                                     | Obra              | Resultado |
| ---- | ----------------- | --------------------------------------------- | ----------------- | --------- |
| 2016 | Premios Leo       | Mejor actor secundario en una serie dramática | The Romeo Section | Nominado  |
| 2018 | Gold Derby Awards | Reparto del año                               | The Good Place    | Nominado  |